# Vereniging Nederlandse Verkeersvliegers
De Vereniging Nederlandse Verkeersvliegers of VNV is de vakbond en beroepsvereniging voor Nederlandse piloten die actief zijn of waren in de burgerluchtvaart. Ze vertegenwoordigt momenteel de piloten van KLM, Transavia, Martinair, TUI fly, easyJet en CHC HN.  De organisatiegraad is hoog. Bijna alle piloten in de commerciële burgerluchtvaart in Nederland zijn lid van de VNV. Inclusief gepensioneerde piloten heeft de vereniging bijna 6000 leden.  
De vereniging heeft vier doelstellingen geformuleerd waarin haar werkzaamheden samengevat worden.
- Bevorderen van de veiligheid in de burgerluchtvaart
- Verhogen van de professionaliteit van verkeersvliegers
- Collectieve belangenbehartiging (via cao-afspraken)
- Individuele belangenbehartiging leden

De vakbond zet zich in voor een veilige luchtvaart en goede arbeidsomstandigheden van de verkeersvliegers en sluit met veel luchtvaartmaatschappijen zoals KLM, Transavia, Tui Fly, easyJet, CHC-helikopters en Martinair collectieve arbeidsovereenkomsten (cao's) af. Door de sleutelfunctie van de verkeersvliegers hebben de vliegersvakbonden een machtspositie.
Naast de arbeidsvoorwaarden zorgt de VNV ook voor beroepsinhoudelijke zaken. Een van de belangrijkste taken bestaat uit het bewaken van de vliegveiligheid in de burgerluchtvaart. De VNV is daarom ook bij luchtvaartongevallen onderzoek betrokken. Daarnaast behartigt de vakbond de belangen van de individuele leden bij opleidingsproblemen, medische zaken of conflicten met hun werkgever.
In de zomer van 2008 dreigde de VNV met staking bij Transavia om te eisen dat vliegers mogen overnachten op bestemmingen in plaats van terug te vliegen. De vakanties van mensen zouden door "ontwrichtende stakingen" verstoord of voorkomen worden. De rechtbank van Haarlem verbood de staking.
In 2020 ging de pilotenbond niet akkoord met de eis van minister Hoekstra voor loonmatiging voor het hele bedrijf KLM, inclusief de piloten, tot 2025. In reactie hierop dreigde Hoekstra om geen nieuwe staatssteun aan KLM te geven. Uiteindelijk gaf de VNV toe en ging akkoord, nadat een KLM een einddatum van 5.5 jaar stelde aan de loonmatiging.

## Organisatie
Het Dagelijks Bestuur van de VNV wordt door middel van tweejaarlijkse verkiezingen gekozen uit haar leden.  
Bij de oprichting van de vereniging in 1929 heeft men besloten zich te vormen naar Amerikaans model. Zodoende wordt de voorzitter "president" genoemd. Een traditie die men al meer dan 90 jaar in ere houdt en aansluit bij internationale zusterorganisaties.  
In Europees verband is de VNV vertegenwoordigd in de koepelorganisatie van piloten, de European Cockpit Association (ECA) te Brussel. Deze behartigt de belangen van de aangesloten Europese vliegerverenigingen op Europees niveau. Na problemen met de Boeing 737 Max, ijvert de VNV en ECA bijvoorbeeld voor een grotere rol bij (her)certificatie van vliegtuigtypen. 
Op het mondiale vlak is de VNV een van de medeoprichters van IFALPA, de International Federation of Airline Pilots Associations. Als actief lid heeft de VNV ook hier vertegenwoordigers in talloze technische commissies. Op die manier heeft de VNV ook invloed bij de totstandkoming van wet- en regelgeving vanuit de Internationale Burgerluchtvaartorganisatie (ICAO). 
Binnen Nederland is de VNV aangesloten bij de Vakcentrale voor Professionals (VCP).
| Termijn     | President VNV          | Vicepresident(en) VNV          |
| ----------- | ---------------------- | ------------------------------ |
| 2025-2027   | Ruud Stegers           | Coen George & Peter Westerneng |
| 2023-2025   | Camiel Verhagen        | Ruud Stegers & Coen George     |
| 2021 - 2023 | Willem Schmid          | Ruud Stegers & Camiel Verhagen |
| 2019 - 2021 | Willem Schmid          | Ruud Stegers & Camiel Verhagen |
| 2017 - 2019 | Arthur van den Hudding | Willem Schmid                  |
| 2015 - 2017 | Steven Verhagen        | Arthur van den Hudding         |
| 2013 - 2015 | Steven Verhagen        | Arthur van den Hudding         |
| 2011 - 2013 | Evert van Zwol         | Steven Verhagen                |
| 2009 - 2011 | Evert van Zwol         | Steven Verhagen                |
| 2007 - 2009 | René de Groot          | Hans Tetteroo                  |
| 2005 - 2007 | René de Groot          | Hans Tetteroo                  |
| 2003 - 2005 | Henk de Vries          | Evert van Zwol                 |
| 2001 - 2003 | Henk de Vries          | Evert van Zwol                 |
| 1999 - 2001 | Paul Griffioen         | Arjen Blom                     |
| 1997 - 1999 | Paul Griffioen         | Arjen Blom                     |
| 1995 - 1997 | Benno Baksteen         | Paul Griffioen                 |
| 1993 - 1995 | Benno Baksteen         | Nick Dekker                    |
| 1991 - 1993 | Benno Baksteen         | Nick Dekker                    |
| 1989 - 1991 | Benno Baksteen         | Nick Dekker                    |
| 1987 - 1989 | Tjeerd Duursma         | Nick Dekker                    |
| 1985 - 1987 | Tjeerd Duursma         | Wim van Beek                   |
| 1983 - 1985 | Tjeerd Duursma         | Rick Driessen                  |
| 1981 - 1983 | Frits van Vianen       | Frits Paymans                  |
| 1979 - 1981 | Henk Bilderdijk        | Frits Paymans                  |